# Mitrella scripta
Mitrella scripta is een slakkensoort uit de familie Columbellidae. De wetenschappelijke naam werd gepubliceerd in 1758 door Carl Linnaeus in de tiende editie van Systema naturae.